# Palma Sola (Santa Catarina)
Palma Sola est une ville brésilienne de l'ouest de l'État de Santa Catarina.

## Géographie
Palma Sola se situe à une latitude de 26° 20′ 51″ sud et à une longitude de 53° 16′ 42″ ouest, à une altitude de 870 mètres.
Sa population était de 7 765 habitants au recensement de 2010. La municipalité s'étend sur 332 km2.
Elle fait partie de la microrégion de São Miguel do Oeste, dans la mésorégion Ouest de Santa Catarina.

## Villes voisines
Palma Sola est voisine des municipalités (municípios) suivantes :
- Anchieta
- Campo Erê
- Dionísio Cerqueira
- Flor da Serra do Sul dans l'État du Paraná
- Guarujá do Sul
- Marmeleiro dans l'État du Paraná
- São José do Cedro